# Wereldkampioenschap wegrace 1957
Het wereldkampioenschap wegrace seizoen 1957 was het negende in de geschiedenis van het door de FIM georganiseerde wereldkampioenschap wegrace.

## Algemeen
In het begin van het seizoen 1957 verklaarden de West-Duitse merken dat ze niet meer met fabrieksteams zouden deelnemen aan het WK. Dit was ook het eerste jaar dat een merk uit de DDR in het WK verscheen: Horst Fügner en Ernst Degner kwamen met MZ aan de start in de 125cc-klasse. Het seizoen 1957 stond helemaal in het teken van de Italiaanse merken, met uitzondering van de zijspanklasse. Het gevecht in de 500cc-klasse tussen Gilera en MV Agusta kreeg zo veel aandacht, dat de andere merken en hun prestaties bijna vergeten werden. Toch was Keith Campbell met zijn Moto Guzzi Monocilindrica 350 een overtuigende kampioen. Mondial haalde de eerste drie plaatsen (Cecil Sandford, Tarquinio Provini en Sammy Miller) in de 250cc-klasse en de eerste (Provini) in de 125cc. Geoff Duke kwam aan het einde van zijn carrière en had nog wel fabriekssteun van Gilera, maar moest zijn leiderspositie afstaan aan Bob McIntyre en Libero Liberati. Op 26 september 1957 kwam er uit Italië een vervelend bericht: Gilera, FB Mondial, Moto Guzzi en MV Agusta trokken zich terug uit alle vormen van snelheidssport. Als reden werd aangegeven dat er een gebrek aan buitenlandse concurrentie was en dat men internationaal niet voldoende respons op de behaalde resultaten had gekregen. Dat laatste was zeker waar: Weinig Britten of Duitsers kochten een Italiaanse motorfiets en bovendien sloeg men in die landen de eigen, binnenlandse races nog steeds hoog aan. Het reclame-effect was voor de Italianen dus niet erg groot. Daar kwam nog bij dat juist de Italianen enorme kosten hadden gemaakt om hun technisch hoogstaande racers te ontwikkelen en te bouwen. Men vond ook dat de motorsport te gevaarlijk werd en inderdaad stond ze in Italië in een kwaad daglicht. De beste constructeurs hadden het druk met de racers, waardoor de seriemodellen technisch achterop raakten. 

### FIM

#### Aantal GP's
De FIM had eigenlijk zeven GP's gepland, maar de Grand Prix van Frankrijk, in het seizoen 1956 geschrapt vanwege het (auto)-ongeluk tijdens de 24-uur van Le Mans ging nu niet door vanwege de politieke situatie als gevolg van de Suezcrisis. Bijna alle klassen reden dientengevolge zes GP's maar de zijspanklasse kwam in de Ulster Grand Prix niet aan de start. 

#### Verbod
Aan het einde van het seizoen verbood de FIM het gebruik van de druppelstroomlijnen, die onder winderige omstandigheden gevaarlijk waren. 

## Merken/teams
- BMW had haar fabrieksteam opgeheven.
- DKW had haar fabrieksteam opgeheven.
- Ferrucio Gilera, de zoon van Giuseppe Gilera, overleed op 26-jarige leeftijd tijdens een bezoek aan de Argentijnse vestiging van Gilera, vrijwel op het moment dat Giuseppe de leiding van het bedrijf aan hem wilde overdragen. Gilera huurde Bob McIntyre in om Geoff Duke te ondersteunen toen Duke nog voor het seizoen begon geblesseerd raakte werd hij vervangen door Bob Brown. De beste Gilera-rijder had men echter al in huis: Libero Liberati werd 500cc-wereldkampioen en derde in de 350cc-klasse.

## Coureurs
- Bob Brown reed voor Gilera als vervanger van de geblesseerde Geoff Duke, maar toen die weer fit was moest hij zijn machines inleveren. Daarom startte hij in de GP des Nations met een 350cc-Velocette KTT Mk VIII.
- Libero Liberati mocht van Gilera altijd alleen in het Italiaans kampioenschap en in de GP des Nations starten, maar door de blessure van Geoff Duke kreeg hij een kans die hij met beide handen aangreep. Hij werd 500cc-wereldkampioen en derde in de 350cc-klasse.
- Bob McIntyre trad in dienst van Gilera
- Sammy Miller werd fabriekscoureur voor Mondial
- Tarquinio Provini werd wereldkampioen in de 125cc-klasse en tweede in de 250cc-klasse.
- Cecil Sandford reed voor Mondial.
- Terry Shepherd reed voor MV Agusta.
- Carlo Ubbiali was lang een geduchte concurrent voor de Mondials in de 125- en de 250cc-klasse, maar hij blesseerde zich in de TT van Assen waardoor hij drie GP's moest missen.
- Remo Venturi reed voor MV Agusta.

### Gestopt
- Duilio Agostini reed in 1957 alleen nog in Italië in beëindigde aan het einde van het seizoen zijn carrière.
- Reg Armstrong had zijn carrière beëindigd.
- Romolo Ferri kon niet deelnemen aan het WK omdat Gilera het 125cc-programma plotseling stillegde naar de dood van Ferruccio Gilera. Pas in 1959 kwam hij met een Ducati weer aan de start.
- Auguste Goffin had zijn carrière beëindigd na een crash in Zweden.
- Manfred Grunwald beëindigde zijn carrière nadat zijn zijspancoureur Fritz Hillebrand op 24 augustus verongelukte.
- August Hobl had zijn carrière beëindigd omdat DKW zich uit de racerij terugtrok.
- Ken Kavanagh had besloten zijn racecarrière te beëindigen, maar kwam in het seizoen 1959 terug.
- Bill Lomas moest zijn carrière beëindigen na een ongeval in het voorjaar.
- Albino Milani beëindigde na de GP des Nations zijn carrière. Hij was toen 46 jaar en 265 dagen oud en won deze race.
- Pierre Monneret had zijn carrière beëindigd.
- Wilhelm Noll en zijn bakkenist Fritz Cron beëindigden hun carrière omdat BMW het fabrieksteam ophief.

### Overleden
- Op 7 juni verongelukte Charlie Salt met een BSA Gold Star tijdens de Senior TT bij Ballagarraghyn (Gorse Lea).
- Op 29 juni verongelukte zijspanrijder Josef Knebel tijdens de TT van Assen.
- Op 6 juli verongelukte Roberto Colombo tijdens de 350cc-training van de GP van België. Hij was intussen in de 250cc-klasse tweede geworden in Duitsland en derde in de Lightweight TT en in de 125 cc derde in Duitsland en tweede in Assen. Daardoor werd hij postuum vierde in de eindstand van de 250 cc en vijfde in de eindstand van de 125 cc.
- Op 24 augustus verongelukte zijspancoureur Fritz Hillebrand tijdens een onbelangrijke race, de Deusto-San Ignacio in Bilbao. Zijn bakkenist Manfred Grunwald raakte licht gewond en beëindigde zijn carrière. Het duo was al zeker van de wereldtitel en Hillebrand werd postuum wereldkampioen.

|         | 1e | 2e | 3e | 4e | 5e | 6e |
| ------- | -- | -- | -- | -- | -- | -- |
| Punten: | 8  | 6  | 4  | 3  | 2  | 1  |

|               | 125 cc | 250 cc | 350 cc | 500 cc | Zijspan |
| ------------- | ------ | ------ | ------ | ------ | ------- |
| Aantal races: | 6      | 6      | 6      | 6      | 5       |
| Tellend:      | 4      | 4      | 4      | 4      | 4       |

## Races
GP van Duitsland, Hockenheim
Voor het eerst werd er een WK-race op de Hockenheimring gereden en dit circuit deed zijn naam als hogesnelheidscircuit meteen eer aan: voor het eerst in de geschiedenis werd een Grand Prix met een gemiddelde snelheid van meer dan 200 km/uur verreden. De snelste ronde van Bob McIntyre in de 500cc-race ging met 208,5 km/uur. Alle soloklassen werden door Italianen gewonnen: Libero Liberati in de 350- en de 500cc-klasse en Carlo Ubbiali in de 125- en de 250cc-klasse.
Isle of Man TT, Mountain Course/Clypse Course
De term "Golden Jubilee TT" kwam door het vijftigjarig bestaan van de Isle of Man TT. De Senior TT en de Junior TT werden verreden op de 60 km-lange Mountain Course, de Lightweight TT, de Ultra-Lightweight TT en de Sidecar TT op de 18 km-lange Clypse Course. Daarvoor werd het circuit op woensdag 5 juni omgebouwd. Deze TT kostte het leven aan BSA-testrijder Charlie Salt. De Clubmans Junior TT en de Clubmans Senior TT waren afgeschaft.
Dutch TT, Assen
De trainingen werden overschaduwd door een aantal ernstige valpartijen. Daardoor kon Carlo Ubbiali pas in de GP des Nations weer starten. Tijdens de training van de zijspanklasse verloor Josef Knebel het leven.
GP van België, Spa-Francorchamps
De trainingen werden overschaduwd door de dood van Roberto Colombo. Het ongeluk gebeurde bij de ingang van de S-bochten bij Stavelot. De training werd niet stilgezet en de ambulance die Roberto Colombo meenam moest tussen een aantal trainende zijspancombanaties door laveren. Roberto overleed echter nog onderweg naar het ziekenhuis. MV Agusta trok de Italiaanse rijders Umberto Masetti en Fortunato Libanori terug uit de races, maar de "buitenlanders" John Surtees, John Hartle en Luigi Taveri namen wel deel aan de wedstrijden. In deze Grand Prix werd de wereldtitel in de zijspanklasse beslist.
Ulster Grand Prix, Dundrod
Bij de start van de Ulster Grand Prix had Libero Liberati nog maar 14 punten, omdat hij na de Belgische Grand Prix gediskwalificeerd was. In werkelijkheid, maar achteraf, had hij echter al 22 punten omdat zijn diskwalificatie in januari 1958 door de FIM werd teruggedraaid. Liberati werd dus al in Ulster wereldkampioen, maar dat wist op dat moment nog niemand. Geoff Duke kwam voor het eerst in dit seizoen aan de start na zijn ongeval tijdens een voorjaarsrace op Imola. Dat betekende dat Bob Brown zijn 500- en 350cc-Gilera's moest inleveren. Dave Chadwick had een goede dag door in de 350cc-klasse vijfde, in de 250cc-klasse tweede en in de 125cc-klasse vierde te worden.
Nations GP, Monza
Omdat Libero Liberati in de Grand Prix van België gediskwalificeerd was nadat hij met de machine van Bob Brown was gestart, was de 500cc-wereldtitel nog open. Tijdens de trainingen presenteerde John Hartle, die eigenlijk in de 250cc-klasse met MV Agusta reed, het prototype van de MV Agusta 500 6C-zescilinder, maar hij startte in de race met zijn Norton 30M. Nello Pagani demonstreerde de MV Agusta 350 6C, die ook niet aan de start kwam. 350cc-wereldkampioen Keith Campell verscheen niet aan de start, waardoor Giuseppe Colnago met zijn Moto Guzzi Monocilindrica 350 kon rijden. De kampioenen in de zijspanklasse konden niet starten omdat rijder Fritz Hillebrand tijdens de Grand Prix van Bilbao verongelukt was. Dat was wellicht de reden dat ook de combinatie Walter Schneider/Hans Strauß niet verscheen. De familie Milani had een goede dag: Alfredo Milani werd derde in de 500cc-race en zijn broers Albino en Rossano wonnen de zijspanrace.

## 500cc-klasse
Moto Guzzi had in 1957 eigenlijk een luxeprobleem: Het had een voorsprong op het gebied van aerodynamica, niet in de laatste plaats door de eigen windtunnel. Daardoor kon het op verschillende circuits aangepaste stroomlijnkuipen gebruiken. Op snelle circuits kon een druppelstroomlijn worden ingezet. Die was zwaar en maakte de motorfiets minder handelbaar, maar gaf een optimale stroomlijn. Op stuurcircuits kon zonder kuip, met een tophalf of een vogelbekstroomlijn worden gereden. Daar kwam nog bij dat men voor de 500cc-klasse twee machines had: de lichte eencilinder Monocilindrica en de zware achtcilinder Otto Cilindri. Toch kwam het er in de 500cc-klasse niet aan te pas. Giuseppe Colnago, overgekomen van Gilera, en Dickie Dale wonnen met de Otto Cilindri alleen twee nationale wedstrijden, in Siracusa en Imola. De hoofdrollen in de 500cc-WK-strijd van 1957 werden opgeëist door John Surtees (MV Agusta), Bob McIntyre en Libero Liberati (Gilera). De eerste wedstrijd was een onbelangrijke internationale race in Imola. Geoff Duke viel hier in de 350cc-race maar kon nog in de 500cc-klasse starten. Daar viel hij echter zo hard dat hij gewond raakte aan zijn oog en de verwondingen die hij in 1956 in Ulster had opgelopen werden verergerd. McIntyre viel in deze wedstrijd uit met ontstekingsproblemen. Men hoopte dat Geoff Duke fit zou zijn voor de belangrijkste wedstrijd van 1957: de Isle of Man TT. Die vierde haar gouden jubileum en de Senior TT zou over acht ronden (bijna 500 km) gereden worden. De verwachtingen waren hoog gespannen: Het zou een gevecht worden tussen Gilera en MV Agusta en iedereen verwachtte de eerste "ton".
GP van Duitsland, Hockenheim
Gilera kon de geblesseerde Geoff Duke niet aan de start brengen, maar Libero Liberati en Bob McIntyre namen de honneurs uitstekend waar. Zij finishten met slechts 0,3 seconde verschil en ruim een minuut voor Walter Zeller met de BMW RS 54. Grootste concurrent en regerend wereldkampioen John Surtees viel met zijn MV Agusta uit, net als teamgenoot Umberto Masetti, maar Terry Shepherd scoorde twee punten voor MV Agusta, achter Dickie Dale met de Moto Guzzi V8. Liberati had ook de 350cc-race al gewonnen.
Isle of Man TT, Mountain Course
Gilera-coureur Geoff Duke was nog helemaal niet genezen van zijn blessures en op advies van Bob McIntyre werd de Australiër Bob Brown ingehuurd. Het weer op Man was perfect en al in de openingsronde, met staande start, haalde McIntyre een gemiddelde snelheid van 99,99 mph. Hij had toen al 39 seconden voorsprong op John Surtees met de MV Agusta. Uiteindelijk reed McIntyre een ronde van 101,12 mph, terwijl Surtees niet verder kwam dan 99 mph., 26 seconden langzamer. McIntyre won de race vóór Surtees en Bob Brown. Ter gelegenheid van het jubileum was dit de langste TT-race ooit: 486 km, waardoor de coureurs ruim drie uur onderweg waren. De grote Italiaanse merken lieten hun Italiaanse coryfeeën weer thuis: Umberto Masetti (MV Agusta), Alfredo Milani en de winnaar van de eerste race Libero Liberati (Gilera) kwamen niet aan de start.
Dutch TT, Assen
Bob McIntyre en John Surtees vochten aanvankelijk om de leiding, maar McIntyre viel waardoor Surtees onbedreigd won. Opmerkelijk was dat beiden ongeveer even snel waren ondanks hun keuze voor verschillende stroomlijnkuipen: McIntyre koos voor de druppelstroomlijn en Surtees voor de dolfijnstroomlijn. Nu McIntyre, Surtees en Libero Liberati alle drie een keer waren uitgevallen gingen ze gezamenlijk aan de leiding in de WK-stand.
GP van België, Spa-Francorchamps
In België nam Gilera-teamleider Roberto Persi een chauvinistische beslissing die slecht uit dreigde te pakken. De motor van Libero Liberati wilde niet starten en hij overlegde met de raceleiding om Liberati met de motor van Bob Brown te laten starten. Met die motor én het startnummer van Brown won Liberati, maar na protesten van MV Agusta en Norton werd hij alsnog gediskwalificeerd. Brown kon uiteraard niet rijden, maar Bob McIntyre ook niet omdat hij nog last had van een nekblessure na zijn val in Assen. Jack Brett (Norton) werd tot winnaar verklaard, maar die beslissing werd in januari 1958 door de FIM teruggedraaid. Slechts zes coureurs bereikten de finish. Keith Campbell reed de snelste ronde met de Moto Guzzi Otto Cilindri, maar viel uit.
Ulster Grand Prix, Dundrod
De 500cc-race werd een groot succes voor Gilera, met de overwinning van Libero Liberati, de tweede plaats van Bob McIntyre en de derde plaats voor de herstelde Geoff Duke. John Surtees reed weliswaar de snelste ronde, maar viel uit, net als Keith Campbell met zijn Moto Guzzi Otto Cilindri. Voor MV Agusta werd Terry Shepherd zesde en Norton-coureur Keith Bryen kreeg voor de gelegenheid een Moto Guzzi Monocilindrica 500, waarmee hij vijfde werd. Gilera was nu zeker van de constructeurstitel, maar de wereldtitel was nog open omdat McIntyre nog kans had om Liberati te passeren. Dat kwam omdat Liberati in België gediskwalificeerd was. Uiteindelijk werd Liberati zonder dat hij het wist al wereldkampioen in Ulster, want zijn diskwalificatie werd begin 1958 door de FIM teruggedraaid.
Nations GP, Monza
Bij de start van de 500cc-race dacht iedereen dat Libero Liberati door zijn diskwalificatie in de Belgische Grand Prix slechts twee punten voorsprong had op Bob McIntyre en acht punten op John Surtees. Die laatste kon door te winnen nog op gelijke hoogte komen. McIntyre, die de 350cc-race nog gewonnen had, kwam echter door fysieke problemen niet aan de start. Liberati vocht een flink gevecht uit met Surtees, die uiteindelijk slechts vierde werd achter Liberati, Geoff Duke en Alfredo Milani, die op de machine van de zieke McIntyre mocht rijden. In januari 1958 werd de diskwalificatie van Liberati door de FIM teruggedraaid, waardoor hij - achteraf - al in de Ulster Grand Prix wereldkampioen was geworden.

### Uitslagen 500cc-klasse
|   | Datum       | Race              | Circuit           | 1e              | 2e              | 3e             | Snelste ronde   |
| - | ----------- | ----------------- | ----------------- | --------------- | --------------- | -------------- | --------------- |
| 1 | 19 mei      | GP van Duitsland  | Hockenheim        | Libero Liberati | Bob McIntyre    | Walter Zeller  | Bob McIntyre    |
| 2 | 7 juni      | Isle of Man TT    | Mountain Course   | Bob McIntyre    | John Surtees    | Bob Brown      | Bob McIntyre    |
| 3 | 29 juni     | TT van Assen      | Assen             | John Surtees    | Libero Liberati | Walter Zeller  | Bob McIntyre    |
| 4 | 7 juli      | GP van België     | Spa-Francorchamps | Libero Liberati | Jack Brett      | Keith Bryen    | Keith Campbell  |
| 5 | 10 augustus | Ulster Grand Prix | Dundrod           | Libero Liberati | Bob McIntyre    | Geoff Duke     | John Surtees    |
| 6 | 1 september | GP des Nations    | Monza             | Libero Liberati | Geoff Duke      | Alfredo Milani | Libero Liberati |

### Eindstand 500cc-klasse
| Pos. | Coureur         | Merk                            | Ptn.    |
| ---- | --------------- | ------------------------------- | ------- |
| 1    | Libero Liberati | Gilera                          | 32 (38) |
| 2    | Bob McIntyre    | Gilera                          | 20      |
| 3    | John Surtees    | MV Agusta                       | 17      |
| 4    | Geoff Duke      | Gilera                          | 10      |
| 5    | Jack Brett      | Norton                          | 9       |
| 6    | Walter Zeller   | BMW                             | 8       |
| 7    | Keith Bryen     | Norton / Matchless / Moto Guzzi | 7       |
| 8    | Dickie Dale     | Moto Guzzi                      | 6       |
| 9    | Alfredo Milani  | Gilera                          | 4       |
| 9    | Bob Brown       | Gilera                          | 4       |

| Pos. | Coureur           | Merk       | Ptn. |
| ---- | ----------------- | ---------- | ---- |
| 11   | Terry Shepherd    | MV Agusta  | 4    |
| 12   | Derek Minter      | Norton     | 3    |
| 12   | Geoff Tanner      | Norton     | 3    |
| 14   | Ernst Hiller      | BMW        | 3    |
| 15   | Keith Campbell    | Moto Guzzi | 2    |
| 15   | Mike O'Rourke     | Norton     | 2    |
| 15   | Umberto Masetti   | MV Agusta  | 2    |
| 18   | Alan Trow         | Norton     | 1    |
| 18   | Hans-Günter Jäger | BMW        | 1    |

### Constructeurstitel 500cc-klasse
| Pos. | Constructeur | Ptn.    |
| ---- | ------------ | ------- |
| 1    | Gilera       | 32 (46) |
| 2    | Norton       | 20 (21) |
| 3    | MV Agusta    | 19 (20) |
| 4    | Moto Guzzi   | 12      |
| 5    | BMW          | 9       |

(Punten tussen haakjes zijn inclusief streepresultaten)

## 350cc-klasse
Keith Campbell won met de Moto Guzzi Monocilindrica op overtuigende wijze het 350cc-kampioenschap van 1957. Het was de enige klasse waarin Guzzi nog succesvol was. De Monocilindrica combineerde een uitstekende handelbaarheid (de enkele, liggende cilinder zorgde voor een laag zwaartepunt) met een laag gewicht en de beste stroomlijnkuip in het veld. Gilera bezette plaats twee en drie met Bob McIntyre en Libero Liberati.
GP van Duitsland, Hockenheim
De 350cc-race werd onder zware regen gereden. Libero Liberati kwam tijdens deze race ten val, maar raapte zijn Gilera 350 4C op en won alsnog. Bob McIntyre reed de snelste ronde, maar moest zijn race na een val beëindigen.
Isle of Man TT, Mountain Course
De Junior TT opende op maandag 3 juni de TT van Man en Bob McIntyre zette meteen de toon door zijn Gilera 350 4C naar de eerste plaats te sturen, bijna vier minuten voor Keith Campbell met zijn nu toch wel wat verouderde Moto Guzzi Monocilindrica 350. Bob Brown vervulde zijn invalrol bij Gilera door derde te worden. John Surtees verloor met zijn MV Agusta 350 4C bijna zes minuten op de winnaar.
GP van België, Spa-Francorchamps
In de 500cc-race reed Keith Campbell de snelste ronde, terwijl Libero Liberati de race won. In de 350cc-race was dat precies omgekeerd: Campbell won en Liberati reed de snelste ronde. Daardoor behield Campbell de leiding in de WK-stand. Keith Bryen profiteerde van zijn overstap van Norton naar Moto Guzzi en werd derde in de race. John Surtees viel met de MV Agusta 350 4C uit. Zijn teamgenoot Umberto Masetti startte niet uit piëteit met de verongelukte Roberto Colombo
Ulster Grand Prix, Dundrod
Met zijn overwinning in de 350cc-race stelde Keith Campbell de vijfde achtereenvolgende wereldtitel voor de Moto Guzzi Monocilindrica 350 zeker. Libero Liberati kon nog op hetzelfde puntenaantal komen, maar dan had hij minder overwinningen dan Campbell. Ook in deze klasse kreeg Keith Bryen een Moto Guzzi, waarmee hij tweede werd. Daarmee hielp hij Cambell aan de wereldtitel, want hij snoepte Liberati twee punten af.
Nations GP, Monza
In afwezigheid van wereldkampioen Keith Campbell won Bob McIntyre de 350cc-race. Hij passeerde daardoor zijn stalgenoot Libero Liberati in de eindstand van het wereldkampioenschap. Giuseppe Colnago werd met Campbell's Moto Guzzi Monocilindrica 350 tweede. Bob Brown stond door de terugkomst van Geoff Duke met lege handen waar het de Gilera's betrof, maar hij verscheen met een toch al zeer verouderde (anno 1938) Velocette KTT Mk VIII, waarmee hij achtste werd.

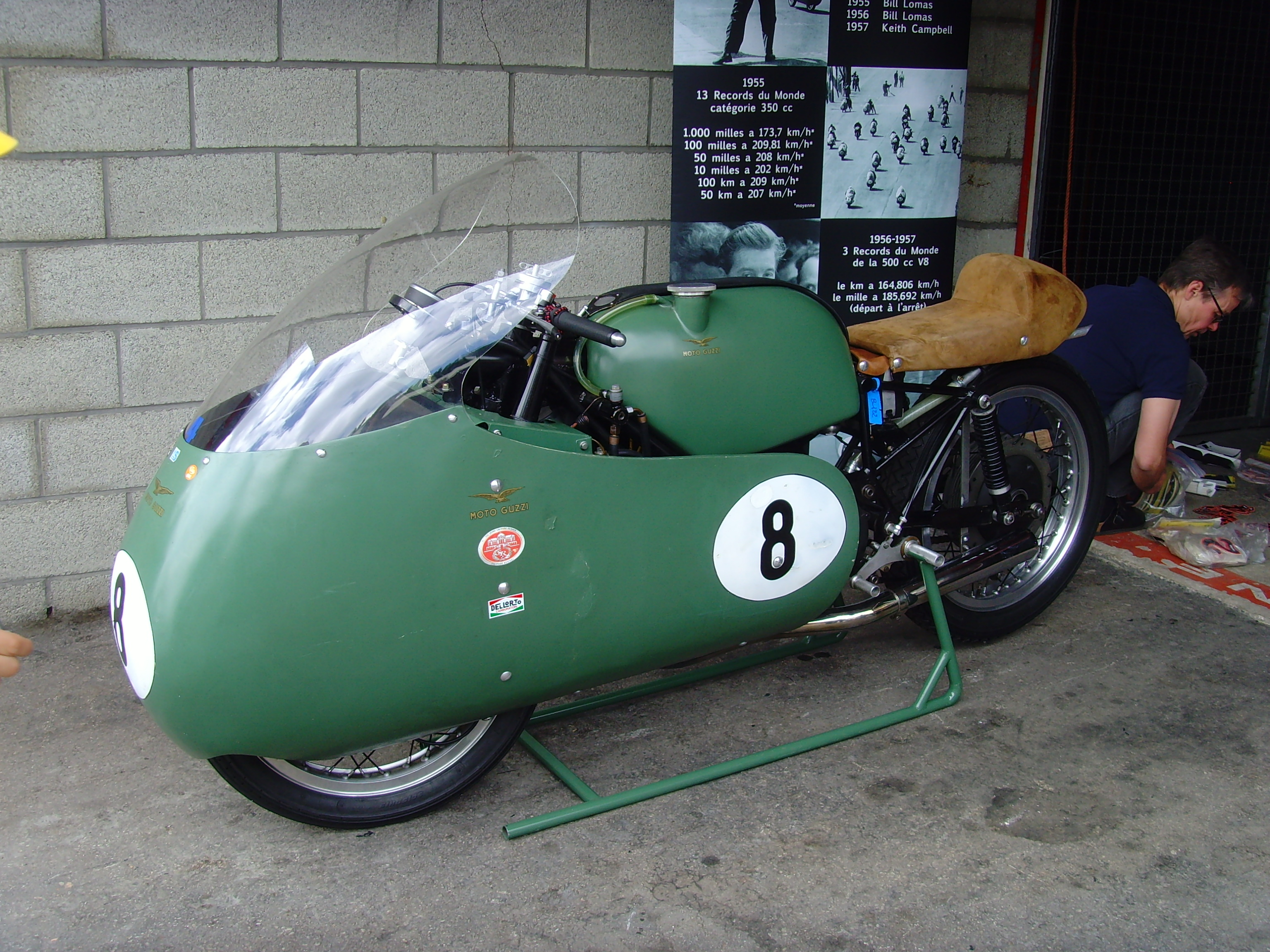
Moto Guzzi Monocilindrica 350

### Uitslagen 350cc-klasse
|   | Datum       | Race              | Circuit           | 1e              | 2e               | 3e               | Snelste ronde   |
| - | ----------- | ----------------- | ----------------- | --------------- | ---------------- | ---------------- | --------------- |
| 1 | 19 mei      | GP van Duitsland  | Hockenheim        | Libero Liberati | John Hartle      | Helmut Hallmeier | Bob McIntyre    |
| 2 | 7 juni      | Isle of Man TT    | Mountain Course   | Bob McIntyre    | Keith Campbell   | Bob Brown        | Bob McIntyre    |
| 3 | 29 juni     | TT van Assen      | Assen             | Keith Campbell  | Bob McIntyre     | Libero Liberati  | Keith Campbell  |
| 4 | 7 juli      | GP van België     | Spa-Francorchamps | Keith Campbell  | Libero Liberati  | Keith Bryen      | Libero Liberati |
| 5 | 10 augustus | Ulster Grand Prix | Dundrod           | Keith Campbell  | Keith Bryen      | Libero Liberati  | Keith Bryen     |
| 6 | 1 september | GP des Nations    | Monza             | Bob McIntyre    | Giuseppe Colnago | Libero Liberati  | Alano Montanari |

### Eindstand 350cc-klasse
| Pos. | Coureur          | Merk                      | Ptn.    |
| ---- | ---------------- | ------------------------- | ------- |
| 1    | Keith Campbell   | Moto Guzzi                | 30      |
| 2    | Bob McIntyre     | Gilera                    | 22      |
| 3    | Libero Liberati  | Gilera                    | 22 (26) |
| 4    | Keith Bryen      | Norton / AJS / Moto Guzzi | 12      |
| 5    | John Hartle      | Norton                    | 11      |
| 6    | Giuseppe Colnago | Moto Guzzi                | 7       |
| 7    | Bob Brown        | Gilera / Velocette        | 6       |
| 8    | Alano Montanari  | MV Agusta                 | 5       |
| 9    | Helmut Hallmeier | NSU                       | 4       |

| Pos. | Coureur          | Merk       | Ptn. |
| ---- | ---------------- | ---------- | ---- |
| 10   | Umberto Masetti  | MV Agusta  | 3    |
| 10   | John Surtees     | MV Agusta  | 3    |
| 10   | Jack Brett       | Norton     | 3    |
| 10   | Alfredo Milani   | Gilera     | 3    |
| 14   | Eric Hinton      | Norton     | 2    |
| 14   | Dave Chadwick    | Norton     | 2    |
| 14   | Adelmo Mandolini | Moto Guzzi | 2    |
| 17   | Dick Thomson     | AJS        | 1    |
| 17   | Peter Murphy     | AJS        | 1    |
| 17   | Fron Purslow     | Norton     | 1    |

(Punten tussen haakjes zijn inclusief streepresultaten)

### Constructeurstitel 350cc-klasse
| Pos. | Constructeur | Ptn.    |
| ---- | ------------ | ------- |
| 1    | Gilera       | 36 (40) |
| 2    | Moto Guzzi   | 30 (38) |
| 3    | Norton       | 14 (15) |
| 4    | MV Agusta    | 6       |
| 5    | NSU          | 4       |
| 6    | AJS          | 2       |

(Punten tussen haakjes zijn inclusief streepresultaten)

## 250cc-klasse
Net als in de 125cc-klasse ging het in 1957 in de 250cc-klasse tussen Mondial en MV Agusta, maar Mondial won de 250 cc nog overtuigender met Cecil Sandford, Tarquinio Provini en Sammy Miller op de eerste drie plaatsen.
Isle of Man TT, Clypse Course
Tarquinio Provini reed de snelste ronde, maar hij viel uit. Toen leek zijn Mondial-teamgenoot Sammy Miller te gaan winnen, maar in de allerlaatste bocht, Governor's Bridge viel hij, waardoor de overwinning naar de derde Mondial-coureur Cecil Sandford ging. Miller kon zijn machine wel nog oprapen en werd vijfde, achter de MV Agusta's van Luigi Taveri en Roberto Colombo en de ČZ van František Bartoš.
Dutch TT, Assen
Nu Carlo Ubbiali door een blessure niet kon starten en ook Roberto Colombo niet scoorde deed Cecil Sandford met zijn tweede plaats goede zaken. Zijn teamgenoot Tarquinio Provini won weliswaar, maar had in de eerdere races nog geen punten gescoord. Sandford nam een flinke voorsprong in de WK-stand.
GP van België, Spa-Francorchamps
Net als Keith Bryen profiteerde John Hartle van zijn overstap naar een ander merk. Hartle verruilde zijn experimentele REG voor een MV Agusta 250 Monocilindrica Bialbero en won er prompt de Belgische Grand Prix mee. Tarquinio Provini reed weliswaar de snelste ronde, maar hij viel in de laatste ronde uit. Sammy Miller werd tweede, maar zijn Mondial-teamgenoot Cecil Sandford had aan de derde plaats ruim voldoende om aan de leiding in het wereldkampioenschap te blijven.
Ulster Grand Prix, Dundrod
Bij de start van de 250cc-race stond Cecil Sandford al stevig aan de leiding van het wereldkampioenschap, maar door zijn overwinning was hij niet meer in te halen. Zij stalgenoot een grootste concurrent Sammy Miller viel uit, net als Tarquinio Provini, Luigi Taveri en Remo Venturi. Daardoor konden privérijders met de toch wat verouderde NSU Sportmax veel punten scoren.
Nations GP, Monza
Cecil Sandford was al wereldkampioen, maar in Monza werd hij slechts vierde. Tarquinio Provini klom door zijn overwinning naar de tweede plaats in de eindstand. Omdat Carlo Ubbiali de finish niet haalde bleef de bijna twee maanden geleden overleden Roberto Colombo de beste MV Agusta-rijder.

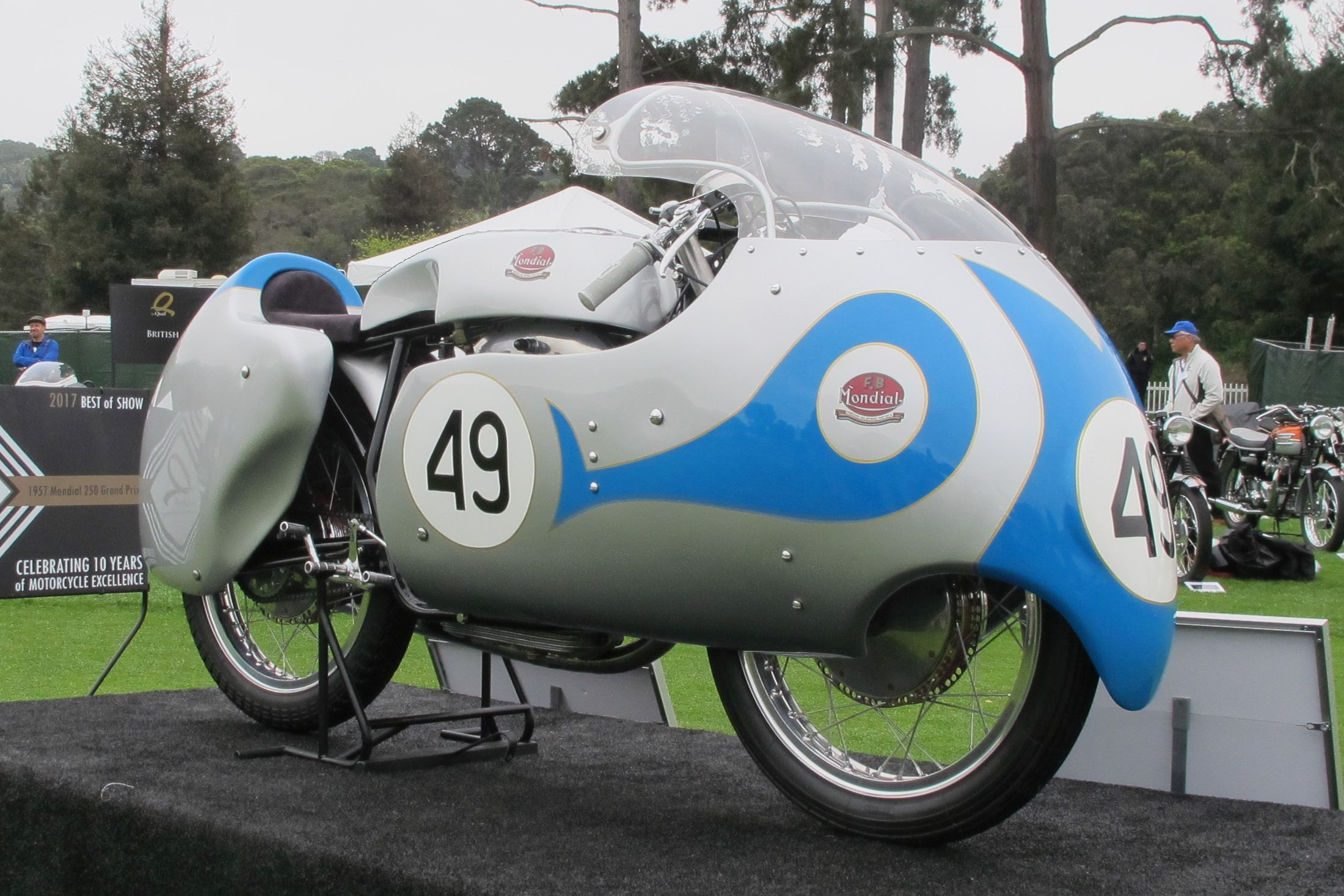
Mondial 250 Bialbero

### Uitslagen 250cc-klasse
|   | Datum       | Race              | Circuit           | 1e                | 2e              | 3e                | Snelste ronde     |
| - | ----------- | ----------------- | ----------------- | ----------------- | --------------- | ----------------- | ----------------- |
| 1 | 19 mei      | GP van Duitsland  | Hockenheim        | Carlo Ubbiali     | Roberto Colombo | Cecil Sandford    | Carlo Ubbiali     |
| 2 | 5 juni      | Isle of Man TT    | Clypse Course     | Cecil Sandford    | Luigi Taveri    | Roberto Colombo   | Tarquinio Provini |
| 3 | 29 juni     | TT van Assen      | Assen             | Tarquinio Provini | Cecil Sandford  | Sammy Miller      | Tarquinio Provini |
| 4 | 7 juli      | GP van België     | Spa-Francorchamps | John Hartle       | Sammy Miller    | Cecil Sandford    | Tarquinio Provini |
| 5 | 10 augustus | Ulster Grand Prix | Dundrod           | Cecil Sandford    | Dave Chadwick   | Tommy Robb        | Dave Chadwick     |
| 6 | 1 september | GP des Nations    | Monza             | Tarquinio Provini | Remo Venturi    | Enrico Lorenzetti | Tarquinio Provini |

### Eindstand 250cc-klasse
| Pos. | Coureur             | Merk            | Ptn.    |
| ---- | ------------------- | --------------- | ------- |
| 1    | Cecil Sandford      | Mondial         | 26 (33) |
| 2    | Tarquinio Provini   | Mondial         | 16      |
| 3    | Sammy Miller        | Mondial         | 14      |
| 4    | Roberto Colombo (†) | MV Agusta       | 10      |
| 5    | Carlo Ubbiali       | MV Agusta       | 8       |
| 5    | John Hartle         | REG / MV Agusta | 8       |
| 7    | Luigi Taveri        | MV Agusta       | 8       |
| 8    | Dave Chadwick       | MV Agusta       | 7       |
| 9    | Enrico Lorenzetti   | Moto Guzzi      | 7       |
| 10   | Remo Venturi        | MV Agusta       | 6       |
| 11   | František Bartoš    | ČZ              | 5       |

| Pos. | Coureur            | Merk       | Ptn. |
| ---- | ------------------ | ---------- | ---- |
| 12   | Tommy Robb         | NSU        | 4    |
| 13   | Arthur Wheeler     | Moto Guzzi | 4    |
| 14   | Fortunato Libanori | MV Agusta  | 3    |
| 14   | Bob Brown          | NSU        | 3    |
| 16   | František Šťastný  | Jawa       | 2    |
| 16   | David Andrews      | NSU        | 2    |
| 18   | Helmut Hallmeier   | NSU        | 1    |
| 18   | Günter Beer        | Adler      | 1    |
| 18   | Sammy Hodgins      | Velocette  | 1    |
| 18   | Alano Montanari    | MV Agusta  | 1    |

(Punten tussen haakjes zijn inclusief streepresultaten)

### Constructeurstitel 250cc-klasse
| Pos. | Constructeur | Ptn.    |
| ---- | ------------ | ------- |
| 1    | Mondial      | 32 (42) |
| 2    | MV Agusta    | 28 (37) |
| 3    | NSU          | 17 (20) |
| 4    | Moto Guzzi   | 11      |
| 5    | ČZ           | 5       |
| 6    | Jawa         | 2       |
| 7    | Adler        | 1       |
| 7    | Velocette    | 1       |

(Punten tussen haakjes zijn inclusief streepresultaten)

## 125cc-klasse
In 1957 werd de 125cc-klasse ruim gewonnen door Tarquinio Provini met zijn DOHC-Mondial 125 Bialbero. Hij won de Ultra-Lightweight TT, de TT van Assen en de GP van België en werd tweede in Hockenheim en Ulster. De tweede en derde plaats waren voor MV Agusta (Carlo Ubbiali en Luigi Taveri). Het hele seizoen was trouwens een strijd tussen Mondial en MV, maar er waren intussen ook twee "oostblokmerken" verschenen: MZ en CZ. 
Isle of Man TT, Clypse Course
Tarquinio Provini reed ook in de 125cc-race de snelste ronde, maar nu scoorde hij ook zijn eerste WK-overwinning, voor de MV Agusta-rijders Carlo Ubbiali en Luigi Taveri.
Dutch TT, Assen
Aanvankelijk gingen zes Italianen aan de leiding in Assen, maar uiteindelijk won Tarquinio Provini met een gemiddelde snelheid van 123,5 km/uur voor Roberto Colombo en Luigi Taveri. Omdat Carlo Ubbiali door een blessure niet kon starten nam Provini een flinke voorsprong in de WK-stand.
GP van België, Spa-Francorchamps
Tarquinio Provini won zijn derde 125cc-Grand Prix op rij en was - hoewel nog niet officieel - feitelijk al wereldkampioen. Luigi Taveri, die tweede werd en ook in de WK-stand tweede stond, kon hem niet meer inhalen, maar Carlo Ubbiali kon theoretisch nog op gelijke hoogte komen. Dat was mogelijk omdat Ubbiali al twee nulscores had die hij als "streepresultaat" kon gebruiken. Taveri kon nog op 32 punten komen, maar moest er daarna weer 6 wegstrepen. Ubbiali zat na zijn trainingsongeval in de TT van Assen echter geblesseerd thuis.
Ulster Grand Prix, Dundrod
Tarquinio Provini werd onderweg naar Ulster al wereldkampioen, want zijn laatste concurrent Carlo Ubbiali zat niet op de boot omdat hij geblesseerd was.

### Uitslagen 125cc-klasse
|   | Datum       | Race              | Circuit           | 1e                | 2e                | 3e              | Snelste ronde     |
| - | ----------- | ----------------- | ----------------- | ----------------- | ----------------- | --------------- | ----------------- |
| 1 | 19 mei      | GP van Duitsland  | Hockenheim        | Carlo Ubbiali     | Tarquinio Provini | Roberto Colombo | Tarquinio Provini |
| 2 | 5 juni      | Isle of Man TT    | Clypse Course     | Tarquinio Provini | Carlo Ubbiali     | Luigi Taveri    | Tarquinio Provini |
| 3 | 29 juni     | TT van Assen      | Assen             | Tarquinio Provini | Roberto Colombo   | Luigi Taveri    | Tarquinio Provini |
| 4 | 7 juli      | GP van België     | Spa-Francorchamps | Tarquinio Provini | Luigi Taveri      | Cecil Sandford  | Tarquinio Provini |
| 5 | 10 augustus | Ulster Grand Prix | Dundrod           | Luigi Taveri      | Tarquinio Provini | Remo Venturi    | Tarquinio Provini |
| 6 | 1 september | GP des Nations    | Monza             | Carlo Ubbiali     | Sammy Miller      | Luigi Taveri    | Carlo Ubbiali     |

### Eindstand 125cc-klasse
| Pos. | Coureur             | Merk      | Ptn.    |
| ---- | ------------------- | --------- | ------- |
| 1    | Tarquinio Provini   | Mondial   | 30 (36) |
| 2    | Carlo Ubbiali       | MV Agusta | 22      |
| 3    | Luigi Taveri        | MV Agusta | 22 (28) |
| 4    | Sammy Miller        | Mondial   | 12      |
| 5    | Roberto Colombo (†) | MV Agusta | 11      |
| 6    | Cecil Sandford      | Mondial   | 9       |
| 7    | Remo Venturi        | MV Agusta | 6       |
| 8    | Fortunato Libanori  | MV Agusta | 5       |

| Pos. | Coureur          | Merk      | Ptn. |
| ---- | ---------------- | --------- | ---- |
| 9    | Horst Fügner     | MZ        | 3    |
| 9    | František Bartoš | ČZ        | 3    |
| 9    | Dave Chadwick    | MV Agusta | 3    |
| 12   | Bill Webster     | MV Agusta | 3    |
| 13   | Ernst Degner     | MZ        | 1    |
| 13   | Bill Maddrick    | MV Agusta | 1    |
| 13   | Guido Sala       | Mondial   | 1    |

(Punten tussen haakjes zijn inclusief streepresultaten)

### Constructeurstitel 125cc-klasse
| Pos. | Constructeur | Ptn.    |
| ---- | ------------ | ------- |
| 1    | Mondial      | 30 (42) |
| 2    | MV Agusta    | 30 (42) |
| 3    | MZ           | 3       |
| 3    | ČZ           | 3       |

(Punten tussen haakjes zijn inclusief streepresultaten)

## Zijspanklasse
In 1957 werd de zijspanklasse overheerst door Fritz Hillebrand en Manfred Grunwald. Ze wonnen de eerste drie Grands Prix (Duitsland, Man en Assen) en werden derde in België. De laatste Grand Prix was op 1 september op Monza, maar op 24 augustus verongelukte Hillebrand bij de onbelangrijke stadsrace Deusto-San Ignacio in Bilbao. bakkenist Grunwald was zwaar gewond en trok zich uit de racerij terug. Ze hadden intussen zo veel punten verzameld dat de wereldtitel hen niet meer kon ontgaan. De Duitsers verloren nog een zijspanrijder: Josef Knebel verongelukte tijdens de TT van Assen. Hoewel het geen fabrieksteams meer had, bezette BMW de eerste drie plaatsen in het kampioenschap.
Isle of Man TT, Clypse Course
Dat BMW oppermachtig was, was inmiddels geen verrassing meer, ondanks het feit dat de coureurs geen fabriekssteun meer kregen. Fritz Hillebrand en Manfred Grunwald wonnen met een ruime voorsprong, maar ze hadden dan ook het ronderecord en het racerecord gebroken.
GP van België, Spa-Francorchamps
De zijspanrace werd gewonnen door de combinatie Walter Schneider/Hans Strauß en Florian Camathias werd met zijn nieuwe bakkenist Hilmar Cecco tweede. Fritz Hillebrand/Manfred Grunwald werden slechts derde, maar dat was genoeg om wereldkampioen te worden. Schneider/Strauß konden qua punten nog wel op gelijke hoogte komen, maar niet meer in het aantal overwinningen.
Nations GP, Monza
Het leek vreemd dat Albino en Rossano Milani alleen in de GP des Nations uitkwamen met hun speciale Gilera 500 4C-blok, want voor het tweede jaar op rij wonnen ze de race. Albino was echter al bijna 47 jaar oud. De belangrijkste BMW-teams ontbraken. Wereldkampioen Fritz Hillebrand was verongelukt in Bilbao en ook Walter Schneider ontbrak. Dat gaf ook Cyril Smith de kans om weer eens op het podium te komen. Albino Milani beëindigde na deze race zijn carrière.

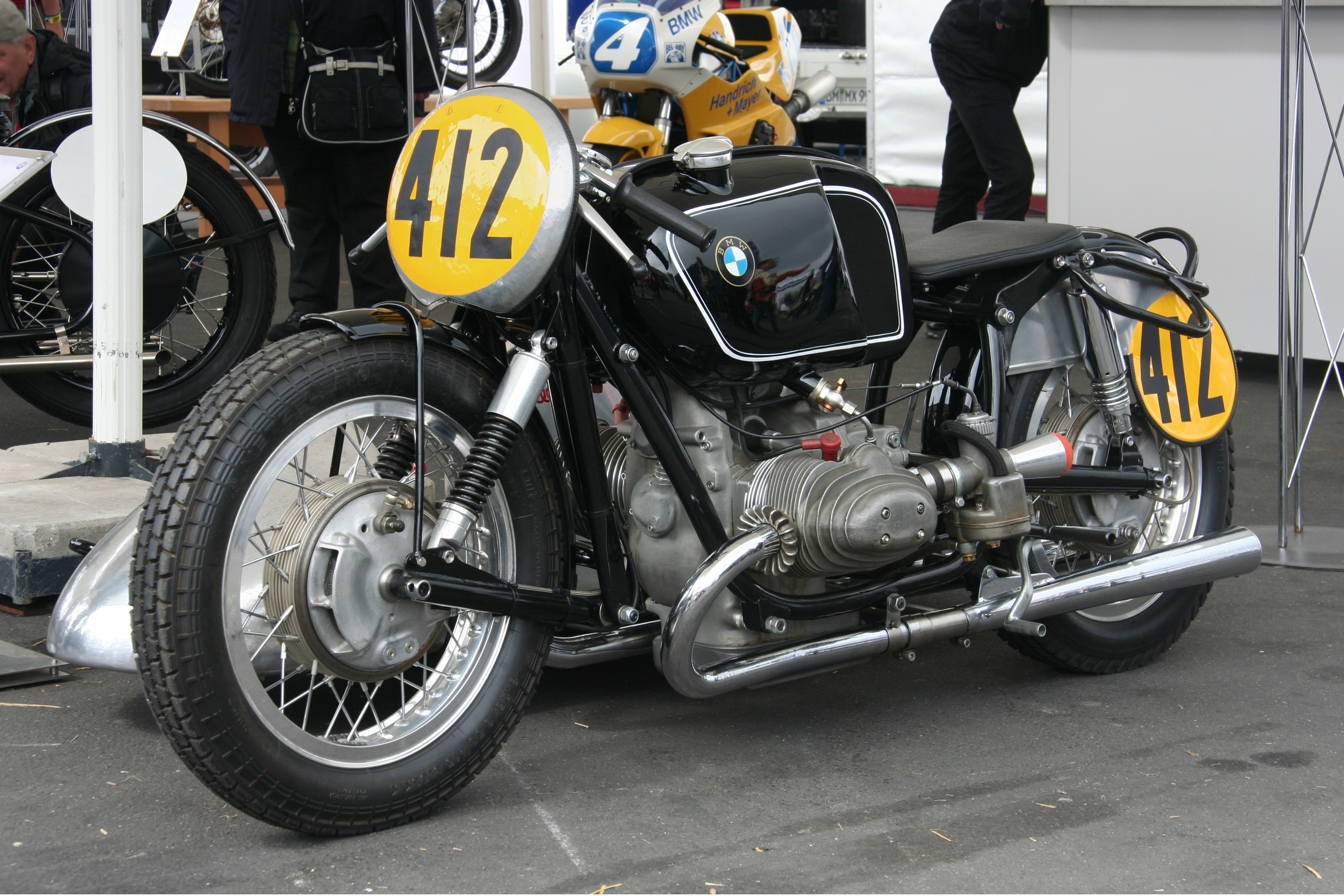
BMW RS 54 zijspancombinatie

### Uitslagen zijspanklasse
|   | Datum       | Race             | Circuit           | 1e                                  | 2e                               | 3e                                  | Snelste ronde                       |
| - | ----------- | ---------------- | ----------------- | ----------------------------------- | -------------------------------- | ----------------------------------- | ----------------------------------- |
| 1 | 19 mei      | GP van Duitsland | Hockenheim        | Fritz Hillebrand / Manfred Grunwald | Walter Schneider / Hans Strauß   | Josef Knebel / Rolf Amfaldern       | Fritz Hillebrand / Manfred Grunwald |
| 2 | 5 juni      | Isle of Man TT   | Clypse Course     | Fritz Hillebrand / Manfred Grunwald | Walter Schneider / Hans Strauß   | Florian Camathias / Jules Galliker  | Fritz Hillebrand / Manfred Grunwald |
| 3 | 29 juni     | TT van Assen     | Assen             | Fritz Hillebrand / Manfred Grunwald | Jackie Beeton / Tony Partridge   | Loni Neußner / Dieter Hess          | Cyril Smith / Stanley Dibben        |
| 4 | 7 juli      | GP van België    | Spa-Francorchamps | Walter Schneider / Hans Strauß      | Florian Camathias / Hilmar Cecco | Fritz Hillebrand / Manfred Grunwald | Florian Camathias / Hilmar Cecco    |
| 5 | 1 september | GP des Nations   | Monza             | Albino Milani / Rossano Milani      | Cyril Smith / Eric Bliss         | Florian Camathias / Hilmar Cecco    | Albino Milani / Rossano Milani      |

### Eindstand zijspanklasse
| Pos. | Coureur              | Bakkenist                            | Merk   | Ptn. |
| ---- | -------------------- | ------------------------------------ | ------ | ---- |
| 1    | Fritz Hillebrand (†) | Manfred Grunwald                     | BMW    | 28   |
| 2    | Walter Schneider     | Hans Strauß                          | BMW    | 20   |
| 3    | Florian Camathias    | Jules Galliker en Hilmar Cecco       | BMW    | 17   |
| 4    | Jackie Beeton        | Charles Billingham en Tony Partridge | Norton | 9    |
| 5    | Albino Milani        | Rossano Milani                       | Gilera | 8    |
| 6    | Cyril Smith          | Stanley Dibben en Eric Bliss         | Norton | 7    |
| 7    | Loni Neußner         | Dieter Hess                          | BMW    | 7    |
| 8    | Josef Knebel (†)     | Rolf Amfaldern                       | BMW    | 4    |
| 9    | Jacques Drion        | Inge Stoll-Laforge                   | BMW    | 4    |
| 10   | Edgar Strub          | Mick Woollett                        | Norton | 3    |
| 10   | Pip Harris           | Ray Campbell                         | Norton | 3    |
| 10   | Fritz Scheidegger    | Horst Burkhardt                      | BMW    | 3    |
| 13   | Marcel Beauvais      | André Coudert                        | Norton | 3    |
| 14   | Charlie Freeman      | John Chisnell                        | Norton | 2    |
| 15   | Peter Woollett       | George Loft                          | Norton | 1    |
| 16   | Werner Großmann      | Alfred Schmidt                       | Norton | 1    |

### Constructeurstitel zijspanklasse
| Pos. | Constructeur | Ptn.    |
| ---- | ------------ | ------- |
| 1    | BMW          | 32 (36) |
| 2    | Norton       | 18 (19) |
| 3    | Gilera       | 8       |

(Punten tussen haakjes zijn inclusief streepresultaten)